# The New Look (serie de televisión)
The New Look es una serie de televisión del género drama histórico-biográfico, creada y desarrollada por Todd A. Kessler para el servicio en streaming estadounidense, Apple TV+, que fue estrenada el 14 de febrero de 2024.

## Sinopsis
La serie sigue la historia del gremio de la moda en la ciudad de París después del fin de la Segunda Guerra Mundial, con la llegada de los nuevos enfoques y de los nuevos diseñadores de moda que crearon tendencia como Christian Dior (Ben Mendelsohn) y su línea de ropa y estilo The New Look o la brillante Coco Chanel (Juliette Binoche).

## Reparto

### Principal
- Ben Mendelsohn como Christian Dior
- Juliette Binoche como Coco Chanel
- Maisie Williams como Catherine Dior
- John Malkovich como Lucien Lelong
- Claes Bang como Hans Von Dincklage
- Zabou Breitman como Madame Zehnacker
- Glenn Close como Carmel Snow
- Thure Lindhardt como Heinrich Himmler
- Emily Mortimer como Elsa Lombardi (basado en Vera Bate Lombardi)[4]
- Charles Berling como Pierre Wertheimer

### Invitado
- Nuno Lopes como Cristóbal Balenciaga
- Hugo Becker como Hervé des Charbonneries
- Alexis Loizon como Jean Marais
- Thomas Poitevin como Pierre Balmain
- Jodie Ruth-Forest como Jodie
- Alexandre Willaume como Raoul Nordling
- Sagamore Stévenin como Pierre Reverdy
- Michael Carter como Maurice Dior
- Rupert Young como Malcolm Muggeridge
- Joséphine de La Baume como Arletty
- Eliott Margueron como Pierre Cardin
- Patrick Albenque como Marcel Boussac
- Frédéric Anscombre como René de Chambrun
- Quentin Faure como George Vigouroux
- Olivia Ruiz como Édith Piaf
- Jérôme Robart como Paul Wertheimer
- Gaëtan Wenders como Jacob Friedman
- Jonjo O'Neill como Bernard Dior
- Mathilde Warnier como Marie-Therese

## Temporadas
| Temporada | Temporada | Episodios | Episodios | Emisión original      | Emisión original    |
| Temporada | Temporada | Episodios | Episodios | Primera emisión       | Última emisión      |
| --------- | --------- | --------- | --------- | --------------------- | ------------------- |
|           | 1         | 10        | 10        | 14 de febrero de 2024 | 03 de abril de 2024 |

### Temporada 1 (2024)
| N.º en serie | N.º en temp. | Título                           | Dirigido por    | Escrito por                                                                                 | Fecha de emisión original |
| ------------ | ------------ | -------------------------------- | --------------- | ------------------------------------------------------------------------------------------- | ------------------------- |
| 1            | 1            | «Just You Wait and See»          | Todd A. Kessler | Todd A. Kessler                                                                             | 14 de febrero de 2024     |
| 2            | 2            | «The Hour»                       | Todd A. Kessler | Todd A. Kessler                                                                             | 14 de febrero de 2024     |
| 3            | 3            | «Nothing but Blue Skies»         | Helen Shaver    | Dani Vetere, Todd A. Kessler y Jason Rabe                                                   | 14 de febrero de 2024     |
| 4            | 4            | «What a Difference»              | Helen Shaver    | Ning Zhou, Todd A. Kessler y Jason Rabe                                                     | 21 de febrero de 2024     |
| 5            | 5            | «Give Your Heart and Soul to Me» | Julia Ducournau | Ashlin Halfnight, Todd A. Kessler y Jason Rabe                                              | 28 de febrero de 2024     |
| 6            | 6            | «If You Believed in Me»          | Julia Ducournau | Guion: Todd A. Kessler y Jason Rabe Historia: Todd A. Kessler, Jason Rabe y Matthew Fantaci | 6 de marzo de 2024        |
| 7            | 7            | «It All Came True»               | Helen Shaver    | Guion: Todd A. Kessler y Jason Rabe Historia: Todd A. Kessler y Matthew Fantaci             | 13 de marzo de 2024       |
| 8            | 8            | «I Love You Most of All»         | Helen Shaver    | Guion: Amanda Coe Historia: Carter Harris y Amanda Coe                                      | 20 de marzo de 2024       |
| 9            | 9            | «Will You Return»                | Jeremy Podeswa  | Guion: Jason Rabe Historia: Carter Harris y Jason Rabe                                      | 27 de marzo de 2024       |
| 10           | 10           | «Just You Wait and See»          | Todd A. Kessler | Todd A. Kessler, Jason Rabe y David Rabe                                                    | 3 de abril de 2024        |

## Producción

### Desarrollo
En febrero de 2022 se anunció que Apple TV+ había dado luz verde al proyecto, el cual tiene el potencial de convertirse en una serie de antología. También se anunció a Todd A. Kessler como director, guionista y productor ejecutivo, con Ben Mendelsohn y Juliette Binoche como protagonistas. En mayo, Maisie Williams se uniría al elenco, y John Malkovich, Emily Mortimer y Claes Bang se agregaron en junio.
El rodaje de la primera temporada comenzó en mayo de 2022 en París.
Antes del estreno de la primera temporada, fue renovada para una segunda la cual debía de comenzar a filmarse en noviembre de 2023, pero con el inicio de la Huelga SAG-AFTRA 2023 se retrasó.

### Música
En noviembre de 2023, se anunció que Jack Antonoff produciría la banda sonora de la serie, que consta de versiones de canciones populares de principios y mediados del siglo XX. Programado para ser lanzado el 3 de abril de 2024, el álbum de la banda sonora de la primera temporada consta de 10 canciones y será el primer lanzamiento del sello discográfico Shadow of the City de Antonoff, bajo Dirty Hit. La banda sonora incluye colaboraciones de Florence and the Machine, The 1975 o Lana del Rey.
| The New Look (Apple TV+ Original Series Soundtrack) tracklist |                                                      |          |  |
| N.º                                                           | Título                                               | Duración |  |
| 1.                                                            | «White Cliffs of Dover» (Florence and the Machine)   | 3:00     |  |
| 2.                                                            | «Now Is the Hour» (The 1975)                         | 2:32     |  |
| 3.                                                            | «Blue Skies» (Lana Del Rey)                          | 3:20     |  |
| 4.                                                            | «What a Difference a Day Makes» (Perfume Genius)     | 3:37     |  |
| 5.                                                            | «La Vie en rose» (Nick Cave)                         | 3:55     |  |
| 6.                                                            | «It's Only a Paper Moon» (Beabadoobee)               | 2:26     |  |
| 7.                                                            | «I Wished on the Moon» (Joy Oladokun)                | 3:35     |  |
| 8.                                                            | «You Always Hurt the One You Love» (Bartees Strange) | 3:23     |  |
| 9.                                                            | «I Cover the Waterfront» (Sam Dew)                   | 3:17     |  |
| 10.                                                           | «Almost Like Being in Love» (Bleachers)              | 2:55     |  |
| 11.                                                           | «The New Look» (main title theme)                    | 1:02     |  |

## Lanzamiento
La primera temporada fue estrenada el 14 de febrero de 2024 con un capítulo semanal.

## Recepción
La primera temporada de The New Look; recibió críticas mixtas. En el agregador de reseñas Rotten Tomatoes, la serie tiene un índice de aprobación del 50% basado en 20 reseñas, con una calificación promedio de 6.1/10.